# Ракитский, Борис Васильевич
Бори́с Васи́льевич Раки́тский (26 июня 1936, Новосибирск — 20 ноября 2021) — советский и российский экономист, доктор экономических наук, профессор.

## Биография
Мать — Ракитская Надежда Парфирьевна (род. в 1912 г. в г. Витебске, Беларусь, росла в г. Бийск Алтайского края, куда семья переселилась в результате 1 мировой войны), работала бухгалтером в издательстве «Советская Сибирь», Новосибирск, умерла в Москве в 2003 г. в Москве). Дед и бабушка по матери Ракитский Парфирий Степанович и Ракитская (Высоцкая) Александра Дмитриевна — уроженцы Беларуси, Витебской губернии, Дриссенского уезда, П. С. Ракитский был священником, репрессирован в 20-е годы (сослан в Игарку), умер в 1942 г. в г. Новосибирск. Бабушка Ракитская А. Д. дожила до 96 лет.
Отец — Комиссаров Василий Иосифович (Осипович) (род.в 1904 г. в д. Степурино Смоленской губернии, жил в г. Бийск, работал председателем правления Бийского Промлессоюза, участник ВОВ, умер в 1948 г. в Томске). Дед и бабушка по отцу — Комиссаров Иосиф Васильевич (крестьянин-пасечник, колхозник, погиб в результате трагического случая — на него упало дерево) и Комиссарова Надежда Федоровна — уроженцы Смоленской губернии.
Б. В. Ракитский окончил школу № 12 в г. Новосибирске, экономический (1959) и философский (1969) факультеты МГУ им. М. В. Ломоносова.
В 1959—1960 годах работал на Московском электроламповом заводе. В 1960—1973 годах — в Институте экономики АН СССР.
Кандидат экономических наук (1965, диссертация «Общественные фонды потребления и закономерности их распределения: вопросы теории и методологии»); доктор экономических наук (1977, диссертация «Система отношений хозрасчетного стимулирования»); профессор по специальности «политическая экономия» (1984).
В 1970—1971 подвергался проработкам в центральной партийной печати за «рыночный социализм» и ограничениям в публикации его произведений.
В 1972 году вступил в КПСС. В 1973—1979 годах заведовал сектором НИЭИ при Госплане СССР. В 1979—1981 годах — заместитель директора НИИ труда Госкомтруда СССР.
В 1981—1991 годах — заведующий лабораторией ЦЭМИ АН СССР, в 1991—1992 годах — в Института проблем рынка РАН. Член редколлегии журнала «Молодой коммунист» (1984—1988).
В августе 1991 года вместе с женой Галиной Яковлевной Ракитской был включен в список «лидеров демократического движения» или «самых ярких деятелей перестройки», которых по приказу председателя КГБ В. А. Крючкова следовало задержать на неопределённый срок при введении чрезвычайного положения в городе Москве.
С 1987 года принимал активное участие в неформальных движениях, состоял в избирательном блоке «Демократическая Россия». В июле 1990 года вышел из КПСС.
В 1992—1999 годах работал в Институте проблем занятости РАН, исполнял обязанности директора.
Несколько совместительств, в том числе профессор экономического факультета МГУ в 1988—2000; профессор РАГС (1996—1999), научный руководитель Института перспектив и проблем страны (с 1992). С 1999 — профессор РАГС.
Более 50 лет прожил в браке с Галиной Яковлевной Ракитской; есть дочь, Эвелина, 1960 г. р., трое внуков, пятеро правнуков.

## Научно-общественная и общественная деятельность
Член Совета по социальной политике при Президенте Российской Федерации (1993—1994); вице-президент Советской социологической ассоциации (1987—1991); сопредседатель Союза учёных СССР (1990—1991).

## Научные достижения
1. Создал теорию общественных фондов потребления как вида распределения и формирования доходов и встроил её в общую теорию распределения при социализме (1960—1964).
2. Практически заново создал сектор распределения и доходов населения в НИЭИ при Госплане СССР (в составе отдела уровни жизни под руководством В. Ф. Майера). Поставил теоретические, методические и прогнозные разработки. В 1973—1979 сектор стал одним из ведущих исследовательских центров по проблематике доходов населения и социальной политики. Сложилась новая научная школа на базе возрождения целостно-обществоведческого подхода. Наиболее значительные исследовательские достижения этого периода под руководством Б. В. Ракитского:
  1. новые подходы к теории и измерениям функционально-воспроизводственной структуры денежных сбережений и запасов населения и вычисление избыточной (инфляционной) их части (пресловутого «инфляционного навеса»). Изобретена и применена методика прямого счёта, качественно превосходящая американские методы расчётов структуры сбережений (главный исследователь — А. Н. Шохин);
  2. изучение влияния реальной динамики розничных цен на реальные доходы населения и измерение скрытой инфляции (главный исследователь — В. А. Орлов);
  3. изучение факторов и уровней дифференциации доходов населения, научная интерпретация прожиточного минимума и минимума материальной обеспеченности (главный исследователь — Л. Г. Зубова);
  4. изучение природы денежных выплат из общественных фондов потребления и их оптимальных соотношений с льготами и бесплатными поступлениями (в частности, впервые установлено, что уровень потребностей пенсионеров по старости объективно равен 70 % потребностей работающих в той же социально-профессиональной группе) (главный исследователь — А. С. Бим);
  5. прогнозные разработки в части доходов населения (вошли в Комплексную программу научно-технического прогресса; том под руководством С. С. Шаталина).
3. Заложил новое направление исследований по проблемам реформирования заработной платы, предложил оригинальную концепцию реформирования (1979—1981) и представил концептуальный доклад «Проблемы совершенствования оплаты труда в СССР и пути их практического решения» (рассмотрен в Президиуме АН СССР в 1983).
4. Выдвинул идею экономической оценки трудовых ресурсов (1966), разработал теоретические основания и саму «Методику комплексной оценки хозяйственных ресурсов, в том числе и трудовых» (1975, 1985).
5. Возглавил разработку фундаментального научного доклада «Изменение характера и содержания труда» и написал значительную часть его текста (1979—1980; соисполнитель- И. Я. Обломская).
6. Обосновал важнейшие направления исследования общих проблем труда (издан доклад «Обоснование важнейших направлений исследования общих проблем труда» М.: НИИ Труда. 1980).
7. Заложил новое направление исследований — исследование конъюнктуры трудоустройства (1981) (исследование продолжил И. Е. Заславский).
8. Будучи директором Института проблем занятости РАН и Минтруда России, в 1992 г. подготовил и представил специальный служебный доклад о социальной политике для Министерства труда и занятости населения РФ, в котором обосновал пагубность социального курса правительства, реальную опасность массовой всесторонней деградации населения в результате шоковых реформ и предложил радикальную перемену курса. В 1993—1994 в Совете по социальной политике при Президенте РФ руководил разработкой и разработал проект президентской программы «Стратегия и приоритеты социальной политики». Проект был обсуждён Советом, в основном одобрен, но не был представлен Президенту. Опубликован в 2000 г. — «Концепция социальной политики для современной России». Пафос проекта — необходимость отказаться от проводимого курса и заменить его курсом, в котором социальное созидание обеспечит перелом социальных тенденций, пресечёт процессы социальной деградации населения.
9. Заложил новые подходы к проблемам социальных рисков, социальной защиты и социальной защищённости (статья «Социальная защищённость и её типы» // «Вопросы экономики» 1992, № 7). Разработал общую теорию социальной защиты и концепцию социальной защиты для современной России (по заказу Минтруда России) — 1995—1996.
10. Предложил (1992—2003) комплекс теоретических трактовок социальной политики и ряда социально-политических категорий (субъекты социальной политики, стратегии социальной политики, социальные состояния, социальное положение, социальные риски, социальная защищённость, социальное хозяйство, социальная группа, социальная общность, претендентские (абитуриентские) социальные группы и др.) (в сотрудничестве с Г. Я. Ракитской).
11. Заложил основы новой методологии прогнозирования состояния общественно-экономической системы в процессе преодоления системного кризиса. Принципиальная новизна состоит в соотнесении вероятности тех или иных вариантов будущего с активностью тех или иных социальных групп как носителей общественных стратегий. (1990). Б. В. Ракитский фактически создал новую научную школу в отечественных политико-экономических, социально-экономических и социально-трудовых исследованиях. Методологическая база (и отличительная особенность) этой школы — целостно обществоведческий подход, утраченный было, но возрождённый этой школой. Представителями этой научной школы (и учениками Б. В. Ракитского) являются Г. Я. Ракитская, А. Н. Шохин, В. А. Орлов, Е. Н. Феоктистова, Л. Г. Зубова, А. С. Бим, О. С. Копылова, Р.А Косова, В. А. Сонина, Н. А. Смирнова, Н. В. Мартынова, А. Д. Шкира, В. Ю. Цуркан. Методологию школы разделяет и к школе принадлежит также И. Н. Мысляева.

## Основные работы
Автор более 600 статей, брошюр и книг по проблемам социально-трудовых отношений и социальной политики.
Монографии
- Общественные фонды потребления как экономическая категория. — М.: Наука, 1966.
- Формы хозяйственного руководства предприятиями. М.: Наука, 1968.
- Стратегия благосостояния. — М.: Молодая гвардия, 1983.
- Закономерности формирования и реализации трудовых доходов при социализме. — М.: Наука. 1987. (Соавтор — А. Н. Шохин).
- Политическая экономия социализма сегодня. — М.: Наука. 1989.
- Социальная политика, социальная защита, самозащита трудящихся в обществе. Часть 1. 1997. Часть 2 — 1998. — М.: ШТД.
- Санаторно-курортный комплекс: не потерять бы его нашей России… — М.: 2000. (Соавтор — И. Н. Мысляева).
- Социальная защита и самозащита труда. — М.: ШТД. (Соавтор — Г. Я. Ракитская).
- Труд: современная теория и методология. — М.: Изд. РАГС. 2007. (Соавтор — Е. Я. Ракитская).
- Социально-трудовые права и свободы. — М.: ИППС. 2008. (Соавторы Г. Я. Ракитская, М. Д. Мандель).

Статьи
- Научно-технический прогресс и преобразования в сфере труда. // «Коммунист» № 5. 1985.
- Общая теория экономической оценки ресурсов, в том числе и трудовых. // Совершенствование планового руководства экономикой. М.: ЦЭМИ АН CCCP. 1987.
- Практицизм и утопизм тейлоризма (место идеологии и практики тейлоризма в развитии общественной организации труда). // Тейлоризм (изложение системы и её социально-трудовой анализ). — М.: 2006.
- Быль о том, как официальная политэкономия СССР выдумала идейного врага — «рыночный социализм» — и как с ним боролась // Россия и современный мир. 2008, № 1. — С. 188—199.
- Кронрод и антитоталитарная социалистическая мысль. // Экономическая теория: феномен Я. А. Кронрода. К 100-летию со дня рождения / сост. Т. Е. Кузнецова. — СПб.: Нестор-История, 2012. — 278 с. — ISBN 978-5-905987-13-7.

Художественная литература
Писал художественные произведения в стихах и прозе под псевдонимом Борис Комиссаров (фактически: под фамилией отца). Изданы поэмы «Русская идея» и «Прощай, бессмертие», сборник рассказов «Позвольте мне помолиться за вас».

## Государственные награды
Почётное звание «Заслуженный деятель науки Российской Федерации» (2006).
Знак отличия Республики Саха (Якутия) «Гражданская доблесть» (2006).
Награда М. Скотт Маерса за бригадные исследования.